# Comme un homme (film)
Pour les articles homonymes, voir Comme un homme.
Pour plus de détails, voir Fiche technique et Distribution.
Comme un homme est un film dramatique franco-belgo-luxembourgeois réalisé par Safy Nebbou et sorti en 2012. 
Le film est adapté du roman L'Âge bête (1978) de Boileau-Narcejac, nom de plume de la paire Pierre Boileau et Thomas Narcejac.

## Synopsis
Louis et Greg sont deux copains lycéens, le père de Louis est le proviseur du lycée et élève seul son fils, sa femme étant décédée dans un accident de voiture. Greg se sent injustement brimé par Camille, la nouvelle jeune professeur d'anglais au lycée. Il nourrit envers elle une haine qui l'amène à organiser son rapt afin de lui faire peur et d'assouvir une vengeance irrationnelle. Louis va l'aider en fournissant l'accès à un cabanon isolé que sa famille possède et où la jeune femme sera séquestrée.
Au bout de trois jours, ils décident de la libérer, elle ne pourra pas les reconnaître, elle a eu les yeux bandés et ils ont toujours porté des cagoules. Malheureusement, le jour dit, Greg a un accident de voiture qui va lui être fatal. Louis se retrouve seul à gérer une situation dramatique de plus en plus inextricable qui aura une fin tragique.

## Fiche technique
- Directeur de la photographie : Pierre Cottereau

## Distribution
- Émile Berling : Louis Verdier
- Charles Berling : Pierre Verdier
- Sarah Stern : Camille
- Kévin Azaïs : Greg Delcourt
- Mireille Perrier : Nathalie Delcourt
- Patrick Bonnel : Bernard Delcourt
- Pierre Lottin : Eric Delcourt

## Autour du film
- Le rôle de Greg fut d'abord proposé à Vincent Rottiers. Ce dernier donna le scénario à son demi-frère Kévin Azaïs et c'est finalement ce dernier qui obtint le rôle[1].